# Malocampa hibrida
Malocampa hibrida är en fjärilsart som beskrevs av Paul Dognin 1911. Malocampa hibrida ingår i släktet Malocampa och familjen tandspinnare. Inga underarter finns listade i Catalogue of Life.